# Hustle & Flow
Hustle & Flow ist ein US-amerikanisches Filmdrama aus dem Jahr 2005. Regie führte Craig Brewer, von welchem auch das Drehbuch stammt. Die Hauptrolle spielt Terrence Howard.

## Handlung
DJay ist ein Drogendealer und Zuhälter. Er wohnt mit „seinen Mädchen“ Nola, Shug und Lexus mit ihrem Baby in einer heruntergekommenen Hütte. Dieses Leben eines Kleinkriminellen macht ihn aber nicht glücklich, denn sein großer Traum ist es, eine Karriere als gefeierter Rap-Star zu starten. Sein Idol hierbei ist Skinny Black, welcher als der neue Star der Rap-Szene gilt. Er gibt vor allen damit an, dass er ihn von früher kannte und in dieselbe Schule wie Skinny ging, obwohl diese Geschichte nur Mittel zum Zweck ist.
Eines Tages dreht ihm ein Obdachloser ein Keyboard an. Lexus ist genervt von DJays Träumen, aber er lässt sich nicht beirren. Es kommt zum Streit zwischen ihm und Lexus und er wirft sie samt ihrem Baby raus. DJay beschäftigt sich weiter mit der Idee Musik zu machen und beschließt dann, sich seinen Traum zu erfüllen. Er bittet seinen Freund Key, ihn dabei zu unterstützen. Sie funktionieren einen Raum in der Hütte zu ihrem Tonstudio um, doch sehr schnell müssen sie feststellen, dass sie alleine nicht weiterkommen. So beschließt Key den Pianisten aus der Kirchengemeinde hinzuzuziehen. DJay muss feststellen, dass es sich dabei um einen Weißen handelt.
Doch Shelby hat mehr Ahnung, als er erwartet hat. Um Geld für das Equipment aufzutreiben, soll Nola mit dem Besitzer eines Musikgeschäftes schlafen. Ihr gefällt es nicht, dass DJay sie für seine Zwecke ausnutzt. Er erzählt ihr aber, dass er an sie glaubt und dass er sich sie eher als Geschäftsfrau mit Handy und schicken Klamotten vorstellt. Allerdings gibt es auch noch andere Probleme, denn Key und Shelby sind mit den Texten von DJay noch nicht so zufrieden. So überlegen sie sich etwas anderes. Die schwangere Shug soll den Chorus für einen Song einsingen. DJay ist von dieser Idee zunächst nicht begeistert, wird aber von Shelby und Key überstimmt.
Wie sich herausstellen soll, steckt auch in der unscheinbaren Shug mehr, als man auf den ersten Blick annimmt. Nach und nach entsteht so der Song „It’s Hard out Here for a Pimp“. Eines Tages erfährt DJay, dass Skinny Black zu einem Konzert in der Stadt ist und anschließend eine Party geben will. Der Besitzer der Bar heuert DJay an, um die Partygäste mit Drogen zu versorgen. DJay sieht hier seine Chance, Skinny Black eine Demokassette zu geben. Der Abend verläuft aber anders als geplant. Zunächst nimmt Skinny Black gar keine Notiz von seinem ehemaligen Schulkameraden DJay. Erst, als er ihn mit Drogen versorgt hat, darf er sich mit an seinem Tisch niederlassen. Als DJay ihm sein Demo gibt, macht sich Skinny zunächst darüber lustig, denn Kassetten wären schon lange „out“.
DJay erinnert ihn an seine Anfänge und wie Skinny seine ersten Songs auf Kassetten aus dem Kofferraum seines Autos heraus verkauft hat.
Zu vorgerückter Stunde folgt DJay dem ziemlich angeschlagenen Skinny auf die Toilette. Dort findet er ihn vor der WC-Schüssel liegend. Als er ihm helfen will, entdeckt er, dass Skinny seine Kassette in die Toilette geworfen hat. Skinny macht sich auch noch lustig über DJay und es kommt zum Streit und einer Schlägerei. Durch den Lärm werden die Bodyguards Skinnys aufmerksam und es kommt zu einer Schießerei. DJay flüchtet, wird aber vor seinem Haus von der Polizei gestellt. Auch hier kommt es zu weiteren Übergriffen der Gangmitglieder aus Skinnys Umfeld. DJay wird verhaftet, er kann aber Nola die Demokassette geben. Er bittet sie, sich darum zu kümmern.
DJay bekommt im Gefängnis Besuch von Key. Er erzählt ihm wie das Leben draußen weitergegangen ist. Shug hat ihr Baby bekommen und Nola klappert sämtliche Radiostationen ab, um den DJs das Demo schmackhaft zu machen. Man sieht Nola, wie sie in einem schicken Kostüm ihre Reize einsetzt, um an die Radio-DJs heranzukommen. Eines Tages sitzt sie in ihrem Wagen und ein Radiosender spielt „ihren“ Song.
Als DJay nach dem Besuch Keys wieder in seine Zelle geführt wird, werden die Wächter auf ihn aufmerksam und stellen fest, dass es sich um den Rapper handelt, dessen Song im Moment auf allen Radiosendern gespielt wird. Sie fragen ihn, ob sie ihm ihre Demos geben können.

## Songs
- It’s Hard out Here for a Pimp
- Whoop that Trick
- Keep Hustlin’

## Kritiken
Die Filmbewertungsstelle Wiesbaden vergab für Hustle & Flow das Prädikat besonders wertvoll. In der Begründung schreibt die Filmbewertungsstelle: „Expressiver, atmosphärisch dichter Film aus der Hip-Hop-Szene über schwarze Dealer, Zuhälter, Nutten und Rapper, allesamt Loser, der nichts beschönigt, aber auch ein Quäntchen Hoffnung lässt.“
Laut der Fernsehzeitschrift TV Digital (12/2006) ist der Film eine erstklassig recherchierte Milieustudie um einen Aufsteigertypen.

## Auszeichnungen

### Oscarverleihung 2006
- Oscar für den besten Filmsong (Original Song): It’s hard out here for a pimp von der Hip-Hop-Gruppe Three 6 Mafia

- Nominierung:
  - Bester Hauptdarsteller: Terrence Howard

### Sundance Filmfestival 2005
- Publikumspreis: Craig Brewer
- Kamerapreis: Amy Vincent
  - weitere Nominierung für den Großen Preis der Jury

### Golden Globe Awards 2006
Nominierung:
- Bester Hauptdarsteller (Drama): Terrence Howard

### Satellite Awards 2005
- Bester Hauptdarsteller (Komödie/Musical): Terrence Howard
  - weitere Nominierung: Bester Film (Komödie/Musical)